# Гагік I (цар Кахетії)
Гагік I (*გაგიკი, Գագիկ, д/н —1058) — 2-й цар (мепе) Кахетії (Кахеті-Ереті) з 1039 до 1058 року.

## Життєпис
Походив з вірменської династії Кюрінянів. Другий син Давида I, царя Ташир-Дзорагетського царства, й Зоракерцель, доньки Давида, князя Кахетії. Після загибелі свого вуйка Квіріке III наприкінці 1037 або напочатку 1038 року за підтримки батька висунув свої права на трон Кахетії. Останню захопив Баграт IV, цар Картлі. Втім, за підтримки знаті Гагік став царем, коронувавшись в Телаві. Втім, він стикнувся з претендентом на трон — Ашотом Марілелі (чоловіком іншої сестри Квіріке III). Його підтримував цар Картлі. В свою чергу Гагік I уклав союз з Ліпарітом IV Орбеліані, ериставом ериставі. Вони домовилися розділити Тифліський емірат, лівобережна частина якого замком Ісані повинна була бути приєднана до Кахетії. Щоб не допустити поразки емірату Баграт IV у 1040 році зняв облогу Тифліса. Натомість сам Гагік зумів зміцнити владу над Кахеті-Ереті, змусивши Марілелі залишатися у власному замку.
У 1045 році після ліквідації Анійського царства (його було приєднано до Візантійської імперії) підтримував Ташир-Дзогаретське царство проти Карського царства, проте без особливого успіху. В цей час Баграт IV шляхом перемовин зумів захопити Тифліський емірат. За цих обставин Гагік I вирішив з ним встановити дружні відносини. Але у 1046 році разом з батьком підтримав повстання Ліпаріта IV Орбеліані проти царя Картлі. Влітку 1047 року в союзі з Ташир-Дзорагтеом та Ліпаритом здобув перемогу над Багратом IV в Сісаретській битві. Але вже у 1048 році уклав мирний договір з останнім.
В подальшому Гагік I не проводив активної зовнішньої політики, обмежуючись обороною своїх кордонів. Залишався союзником Орбеліані. Спирався на союз зі своїм братом Кюріке II, що на той час став царем Ташир-Дзорагета. Спільно з Багратом IV діяв проти Абу-л Гасана Лашкарі, еміра Гянджи. У 1050-х роках його царство зазнало перших нападів сельджуків. Втім, Гагік I помер ще до вторгнення їх війська  до Кахетії. Йому спадкував син Аґсартан I.